# Elihu Vedder

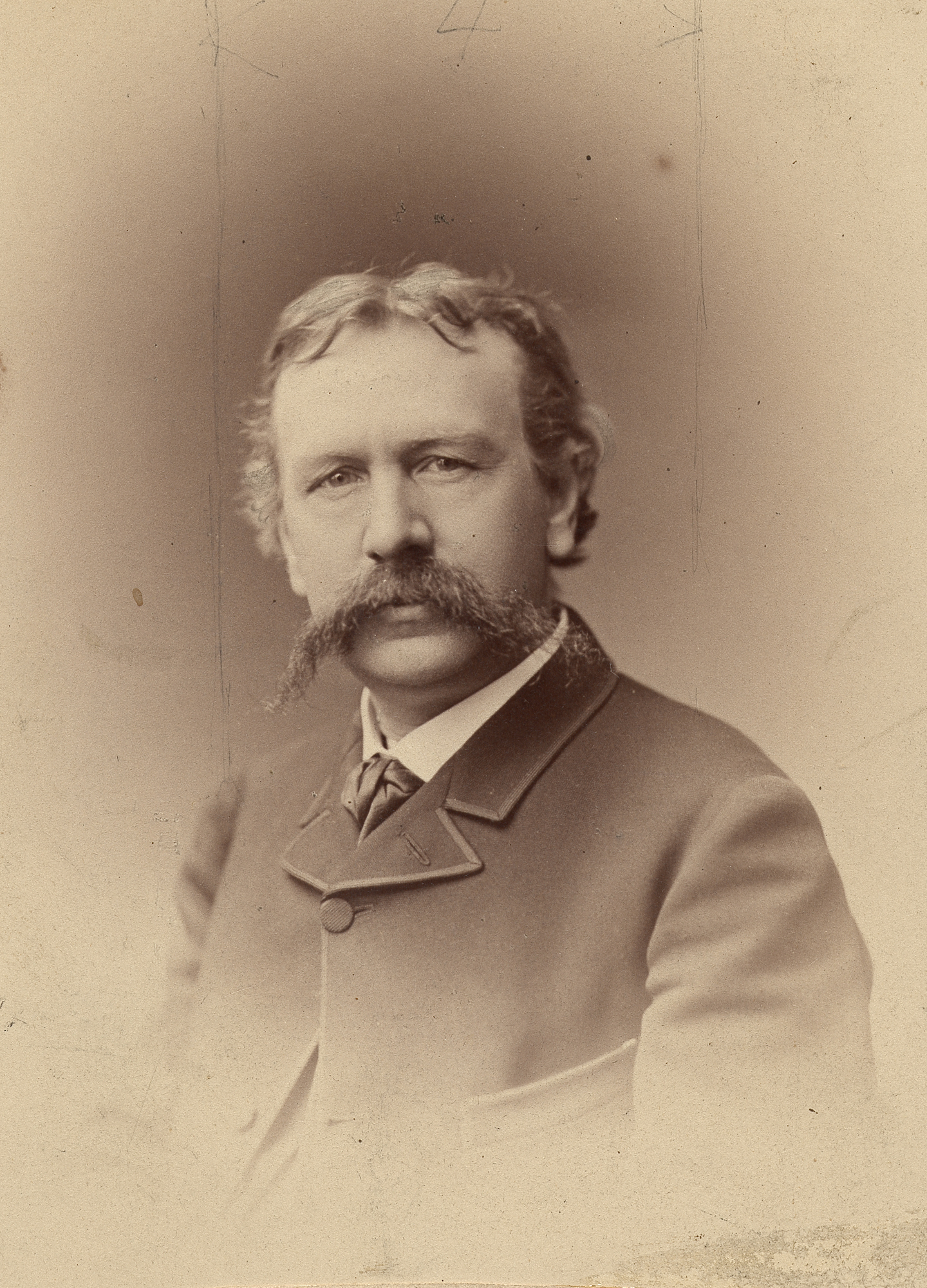
Elihu Vedder, 1870

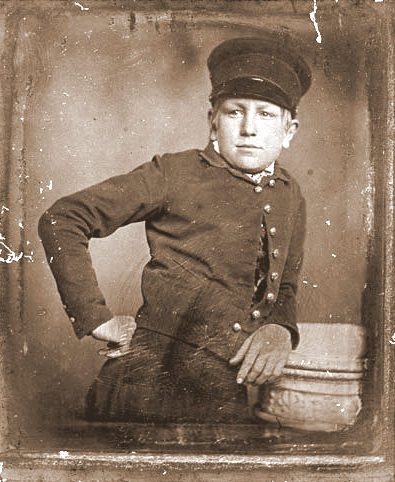
Vedder als Schuljunge 1847 (Daguerreotype)

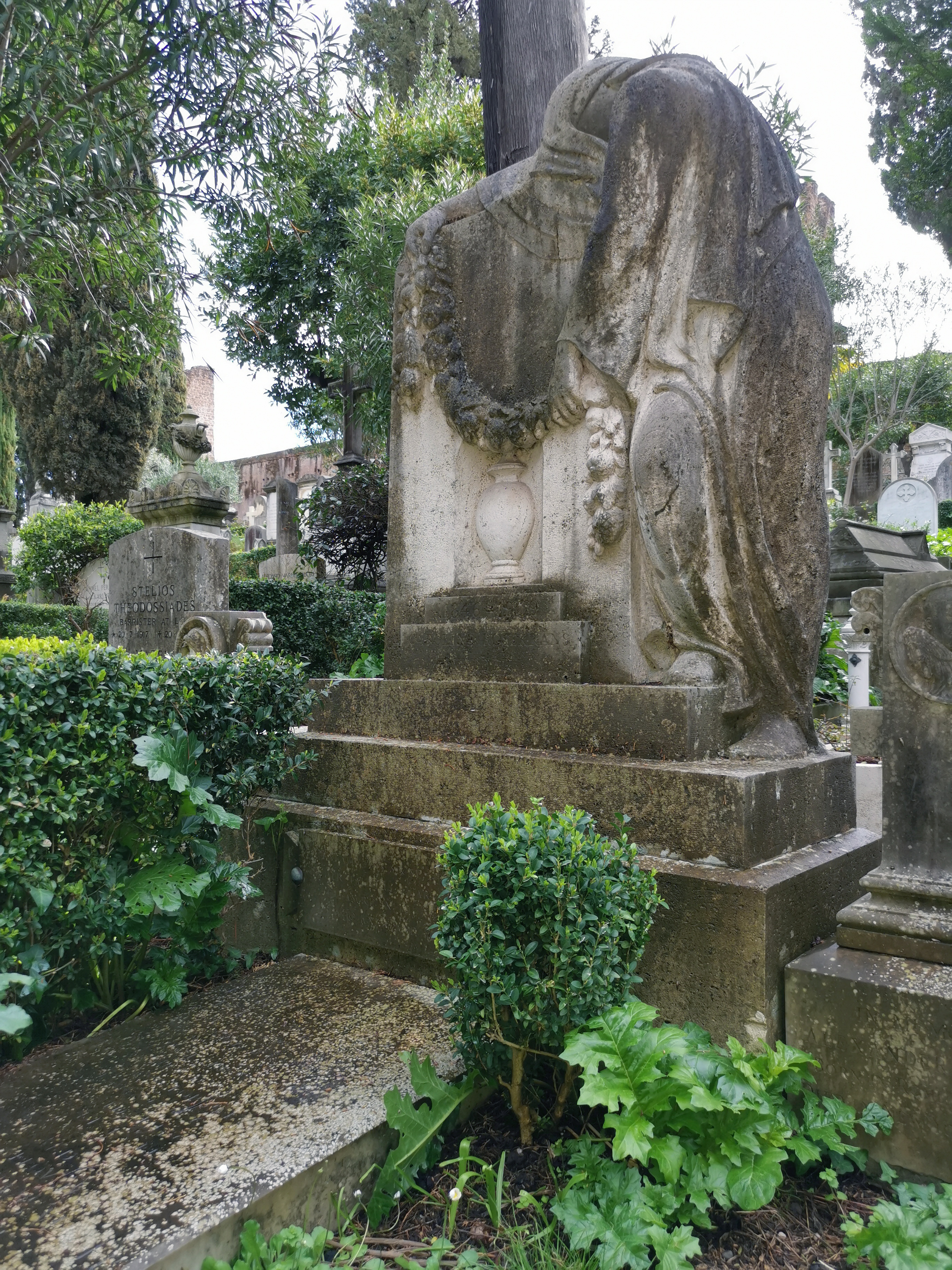
Grab auf dem Nichtkatholischen (Protestantischen) Friedhof Rom, Feld 1-7-31

Elihu Vedder (* 26. Februar 1836 in New York; † 29. Januar 1923 in Rom) war ein amerikanischer Künstler des Symbolismus, Buchillustrator und Poet.
Bekannt wurde er durch seine 55 Illustrationen für Edward FitzGeralds erste englischsprachige Übersetzung der Rubaiyats von Omar Chajjam.

## Leben
Elihu Vedder war der Sohn von Dr. Elihu Vedder Senior und Elizabeth Vedder. Seine Eltern waren Cousin und Cousine. Sein Vater, ein Zahnarzt, entschied sich, sein Glück in Kuba zu suchen, woraufhin Vedder den Rest seiner Kindheit im Haus seines Großvaters mütterlicherseits Alexander Vedder in Schenectady und in einem Internat verbrachte. Seine Mutter unterstützte sein Ziel Künstler zu werden, während sein Vater, davon überzeugt, dass sein Sohn einen anderen Berufsweg einschlagen sollte, nur widerwillig zustimmte.
Vedder lernte sein Handwerk in New York bei Tompkins H. Matteson, dann in Paris bei François-Édouard Picot. Er beendete seine Studien in Italien, wo er maßgeblich sowohl von Werken der italienischen Renaissance als auch von den modernen Macchiaioli-Künstlern und der italienischen Landschaft beeinflusst wurde. Bei seinem ersten Aufenthalt in Italien zwischen 1858 und 1860 baute er eine enge emotionale Bindung zu seinem Künstlerkollegen Giovanni Costa auf. Ihre idyllischen Reisen durch Italien kamen zu einem Ende, als Vedders Vater seine finanzielle Unterstützung beendete.
Vedder kehrte verarmt während des Sezessionskriegs in die USA zurück und verdiente seinen Lebensunterhalt mit kommerziellen Illustrationen. Er schloss sich einer Gruppe von Schriftstellern und Künstlern an, die sich im Pfaff’s, einer Bar in der Nähe des Broadways, trafen und malte einige seiner bekanntesten Bilder gemäß ihrer Vorstellung von Natur und Romantik und mit oft orientalischen Einflüssen. Bilder dieser Zeit sind zum Beispiel „The Roc's Egg“, „The Fisherman and the Genii“ und eines seiner berühmtesten Werke „Lair of the Sea Serpent“.
Er schloss Freundschaft mit Walt Whitman, Herman Melville und William Morris Hunt. Vedder wurde 1865 in New York zum Mitglied (NA) der National Academy of Design gewählt und 1898 Mitglied der American Academy of Arts and Letters.
Mit Ende des Krieges verließ Vedder Amerika, um wieder in Italien zu leben. Er heiratete Caroline Rosekrans am 13. Juli 1869 in Glen Falls. Vedder und seine Frau hatten vier Kinder, von denen zwei früh verstarben. Seine Tochter Anita Herriman Vedder übernahm die Führung der Geschäfte ihres Vaters. Vedders Sohn Enoch Rosekrans Vedder war ein vielversprechender Architekt, der die Schmuckdesignerin Angela Reston heiratete. Enoch starb am 2. April 1916 während eines Besuchs bei seinen Eltern in Italien. Vedder besaß ein Haus in Rom und eins auf Capri.
Vedder besuchte mehrmals England, wo er durch die Präraffaeliten beeinflusst wurde und Freundschaft mit Simeon Solomon schloss. Er wurde ebenfalls durch irische Mystiker wie William Blake und William Butler Yeats beeinflusst. 1890 war Vedder dabei behilflich, die In Arte Libertas Gruppe in Italien zu gründen.
Tiffany beauftragte Vedder Glaswaren, Mosaike und Statuetten zu gestalten. Seine allegorischen Wandgemälde in der Lobby des Lesesaals der Washington Library of Congress sind dort noch immer zu sehen.
Vedder kehrte gelegentlich in die USA zurück, lebte aber in Italien von 1906 bis zu seinem Tod 1923. Er ist auf dem protestantischen Friedhof in Rom begraben.

## Ausstellungen
Das Smithsonian American Art Museum in Washington organisierte 2008 eine Ausstellung von Vedders Rubaiyat Illustrationen, die auch in anderen Museen, darunter das Phoenix Art Museum gezeigt wurde.

## Werke

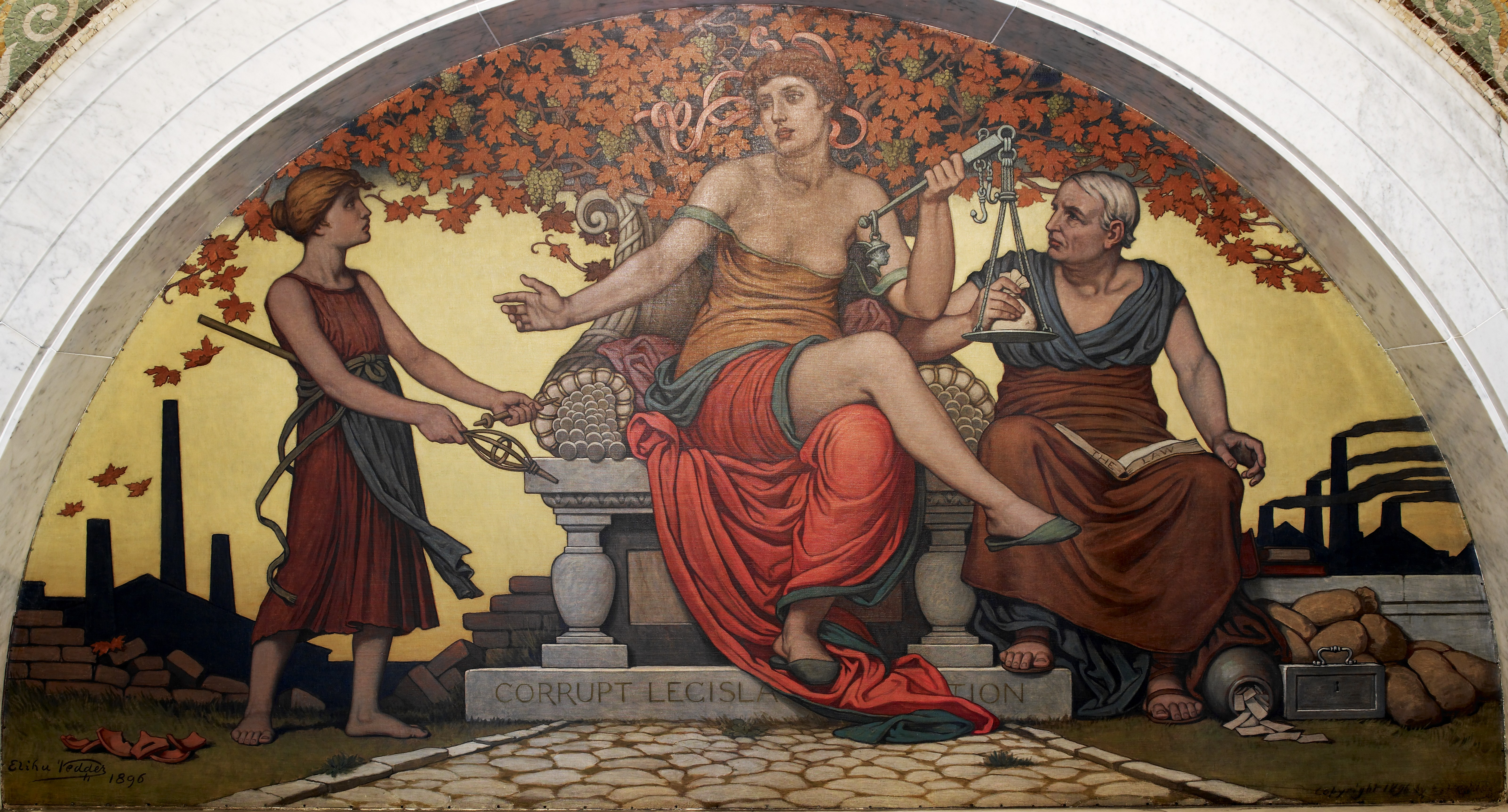
Corrupt Legislation (Library of Congress, 1896)
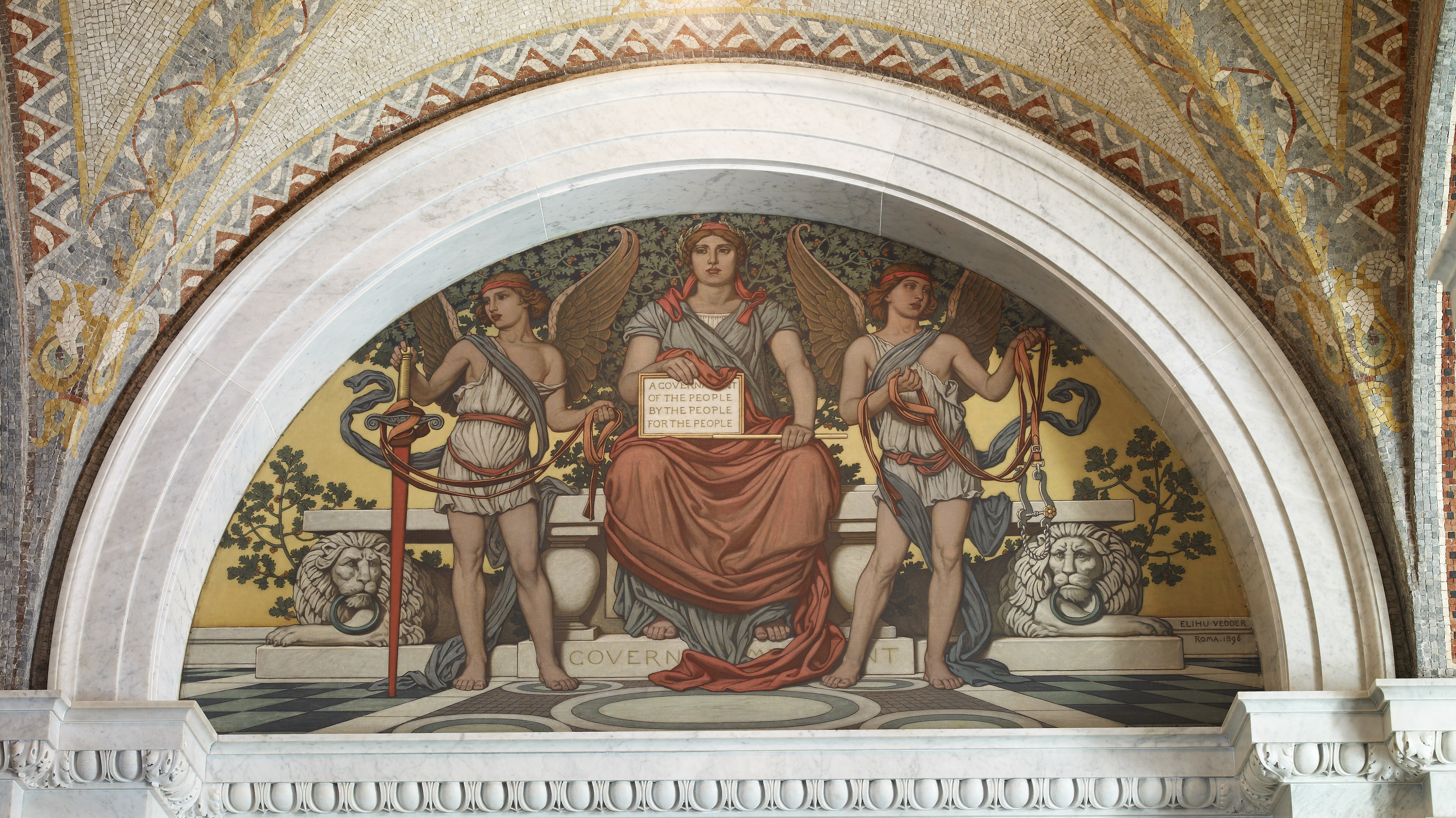
Government (Library of Congress, 1896)
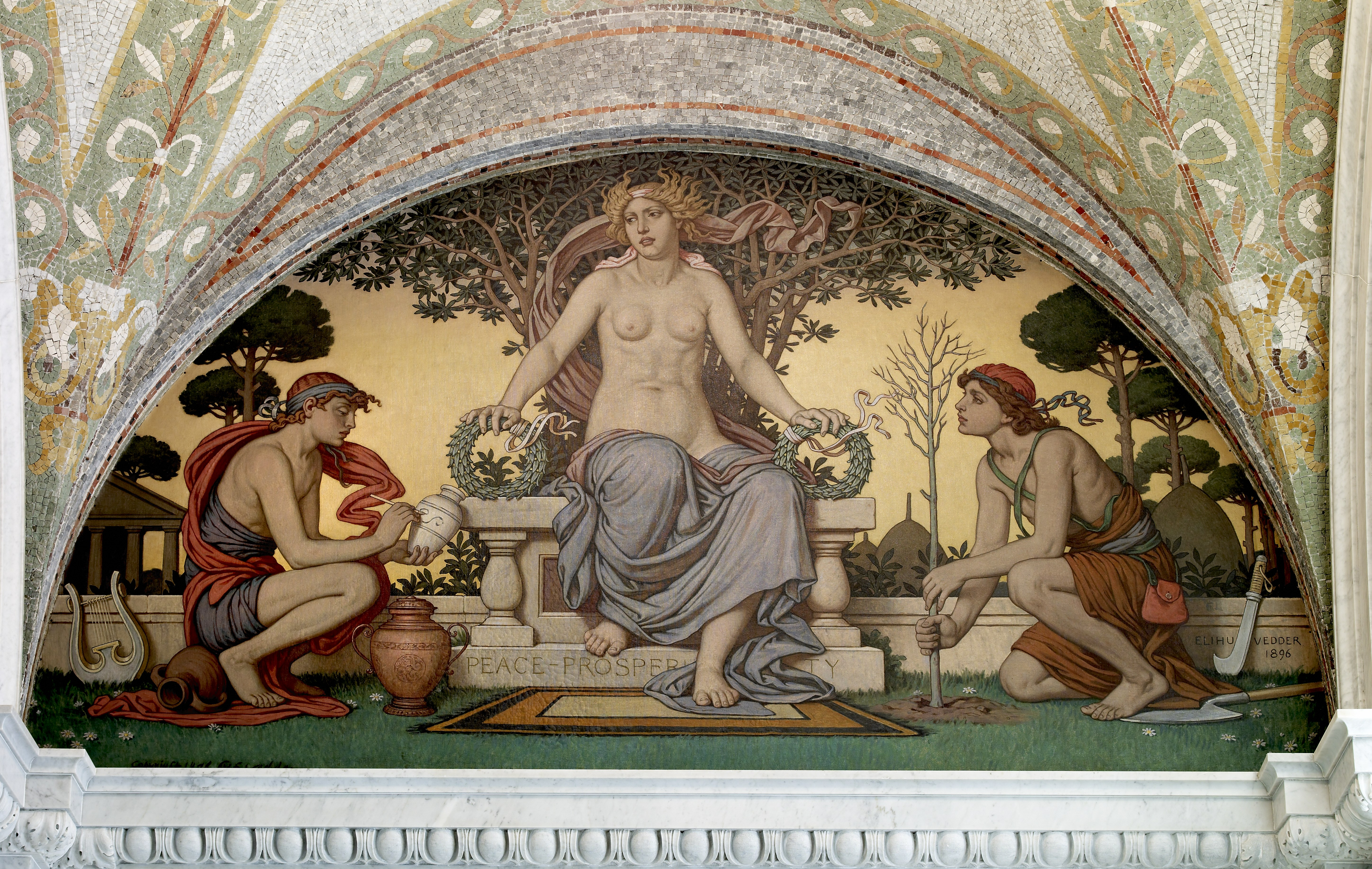
Peace and Prosperity (Library of Congress, 1896)
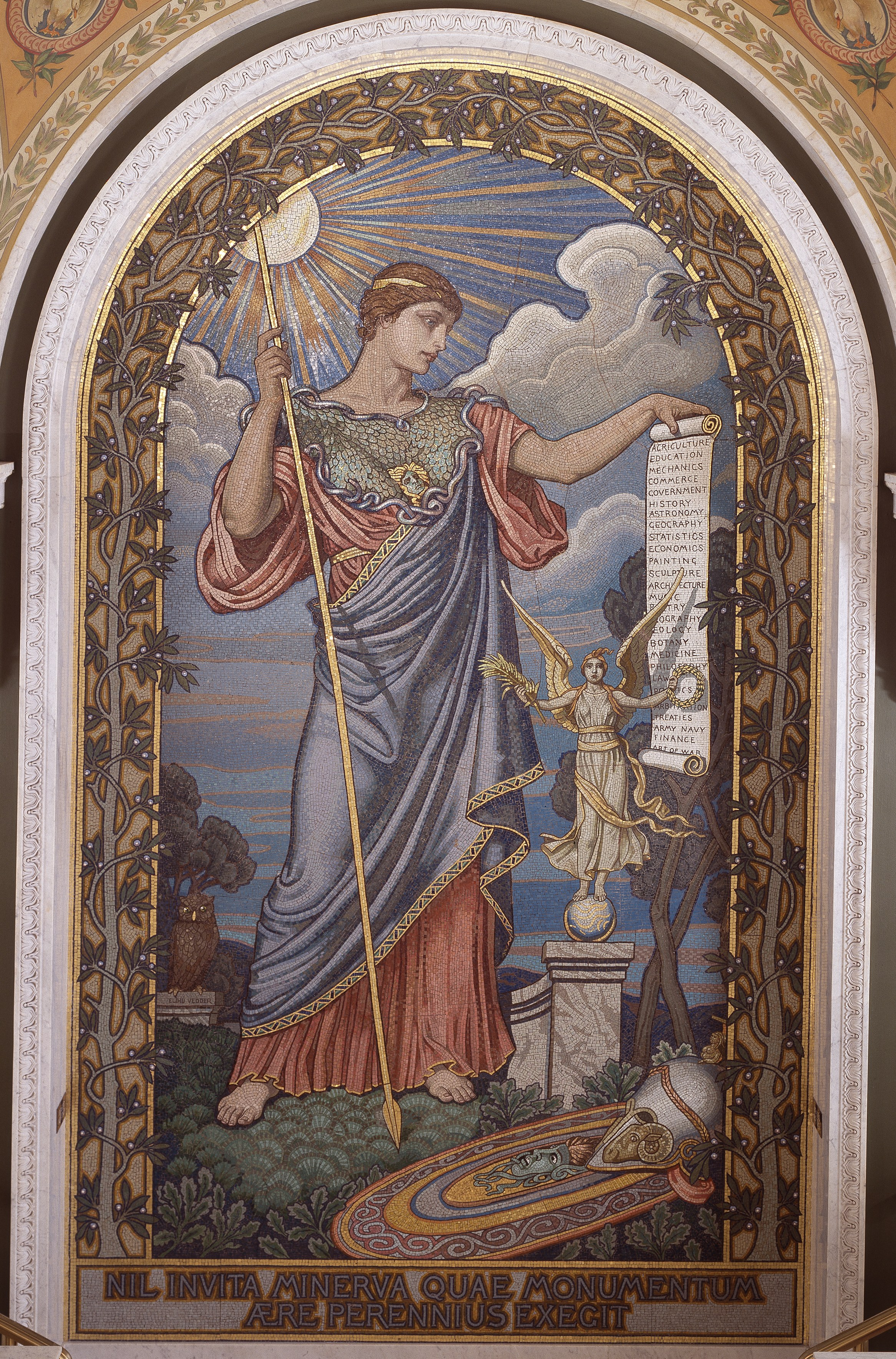
Minerva (Mosaik, Library of Congress, 1896)
Minerva, (Vorstudie, 1896)
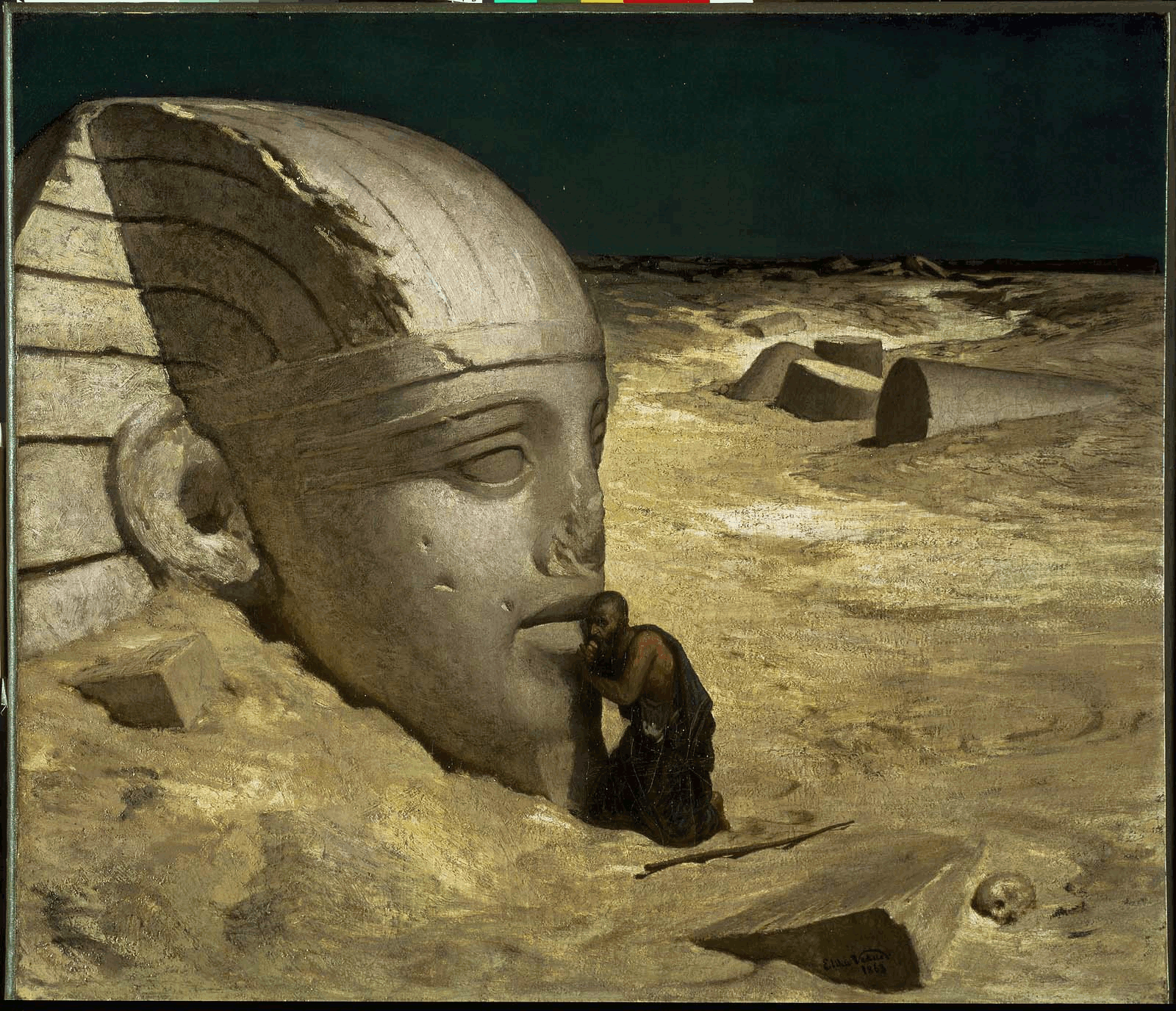
The Questioner of the Sphinx (1863)
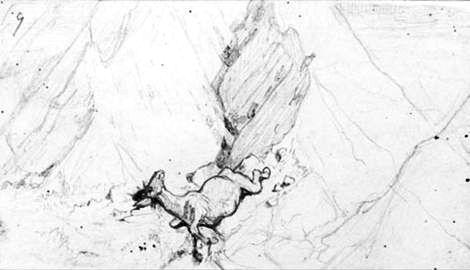
Die neunte Studie für The miller, his son and the donkey (1867/1868)
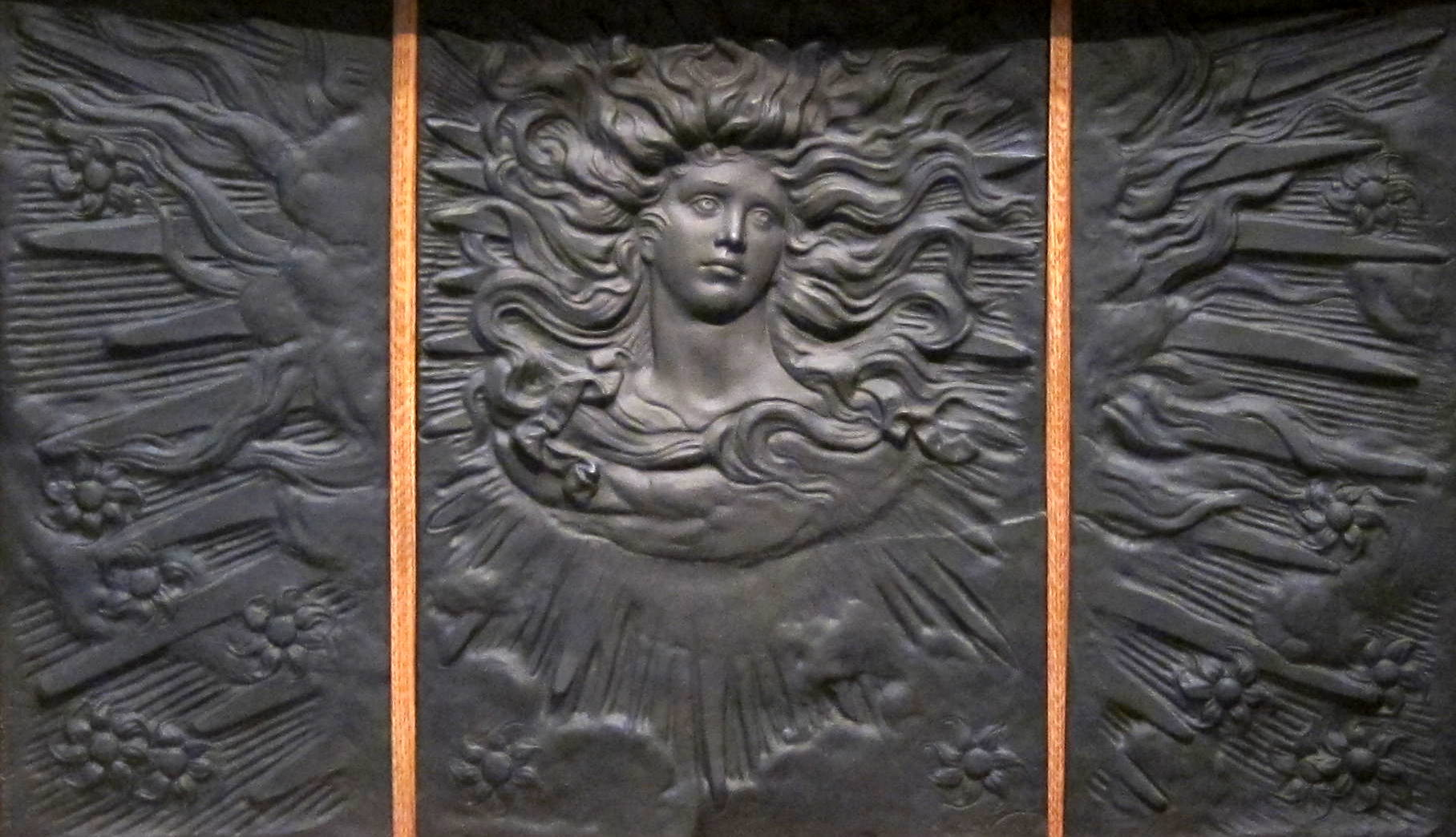
The Sun God (1882)
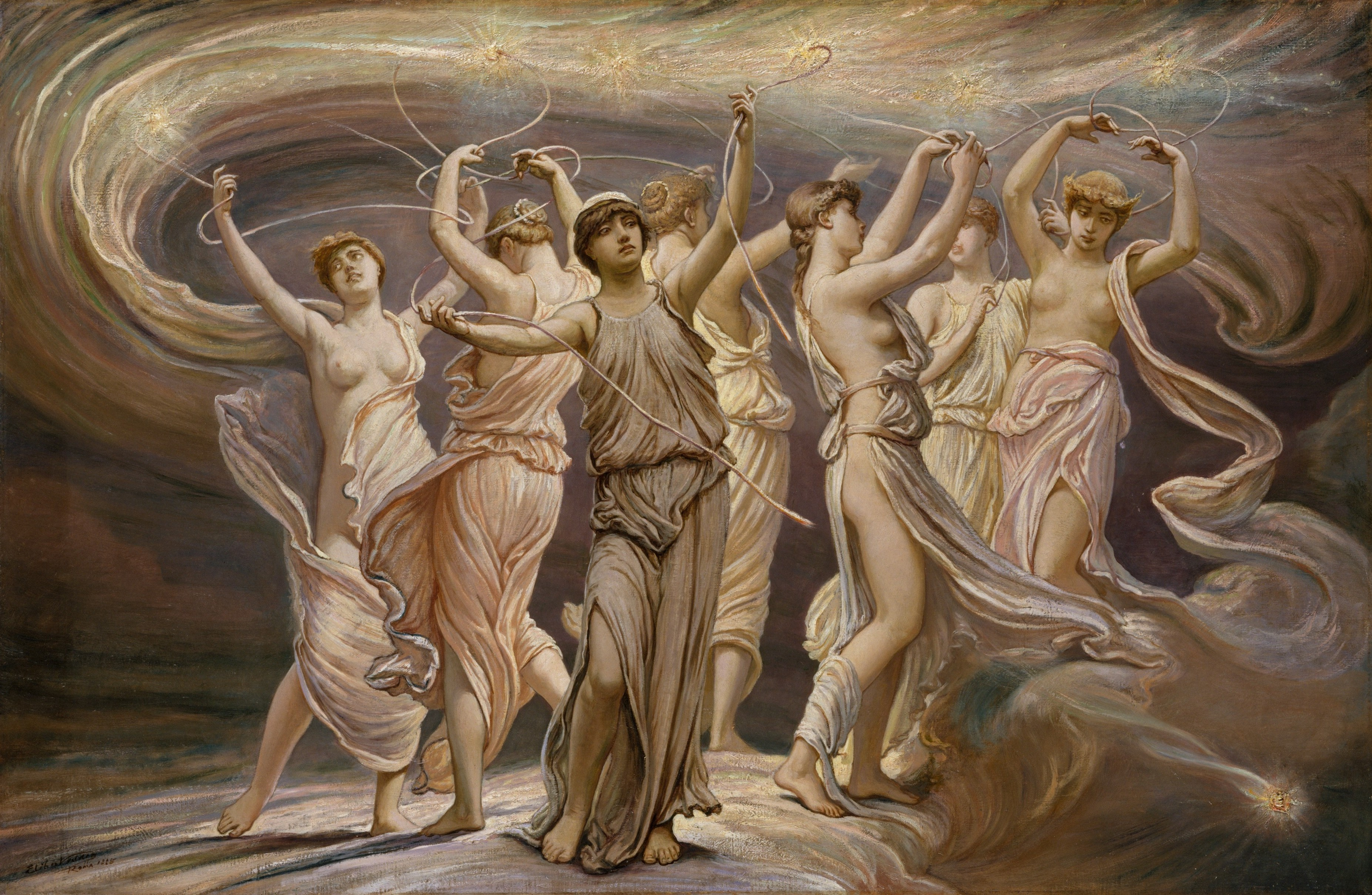
The Pleiades (1885)
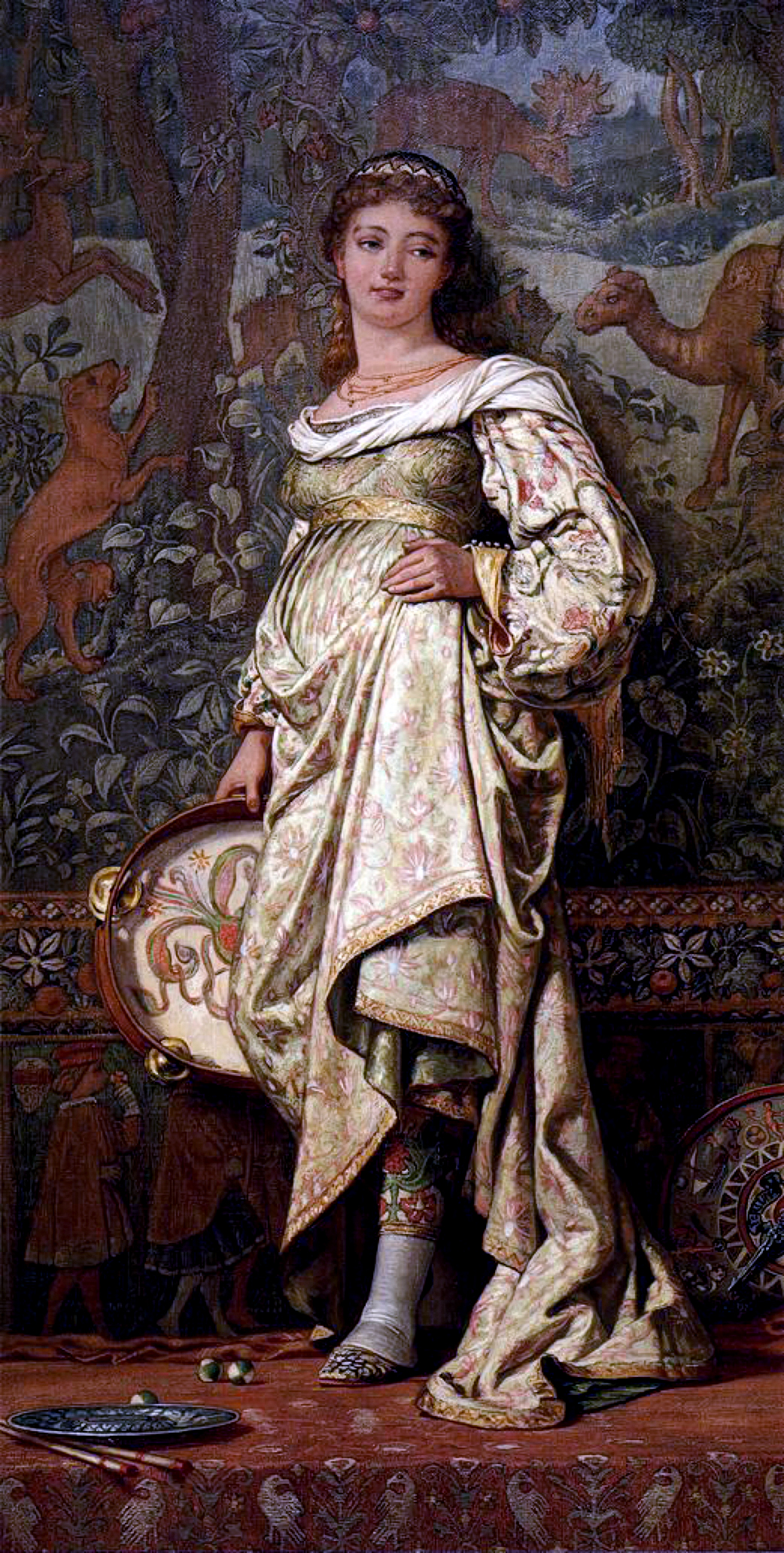
Dancing Girl (Reynolda House Museum of American Art, Öl auf Leinwand, 1871.)